# Josefa Idem
Josefa Idem épouse Guerrini, née le 23 septembre 1964 à Goch, en Allemagne, est une kayakiste et femme politique italienne d'origine allemande pratiquant la course en ligne.

## Biographie
Née en Rhénanie-du-Nord-Westphalie et de nationalité allemande à sa naissance, Josefa Idem a obtenu à la suite du mariage avec son entraîneur la nationalité italienne en 1992. Elle vit, depuis cette date, avec sa famille dans les environs de Ravenne, en Émilie-Romagne.
Elle est élue sénatrice du Parti démocrate lors des élections générales italiennes de 2013, elle est ministre à l'Égalité des chances et du Sport du 27 avril au 24 juin 2013, dans le gouvernement Letta. Elle démissionne à la suite d'une affaire d'évasion fiscale.

## Hommage
Le 7 mai 2015, en présence du président du Comité national olympique italien (CONI), Giovanni Malagò, a été inauguré  le Walk of Fame du sport italien dans le parc olympique du Foro Italico de Rome, le long de Viale delle Olimpiadi. 100 tuiles rapportent chronologiquement les noms des athlètes les plus représentatifs de l'histoire du sport italien. Sur chaque tuile figure le nom du sportif, le sport dans lequel il s'est distingué et le symbole du CONI. L'une de ces tuiles lui est dédiée .

## Palmarès
Josefa Idem possède la particularité d'avoir participé à huit olympiades, en 1984, 1988, 1992, 1996, 2000, 2004, 2008 et 2012.